# Handgranat

Demonstration av skafthandgranat med tidrör och sprängverkan, Nederländerna, 1946.

Handgranat, militärförkortning hgr, är en granat som drivs iväg mot målet genom handkastning. Handgranater kan utformas efter flera olika typer av vapenverkan men är klassiskt utformade med sprängverkan för bekämpning av trupp på kort avstånd. Annan vanlig vapenverkan hos handgranater är "skylande verkan" (rökverkan) för momentan eller kontinuerlig rökbeläggning.
Handgranater består i allmänhet av en huvudladdning och mekanisk utlösare som tänder en inkapslad kemisk stubin, som i sin tur tänder granatens huvudladdning cirka tre sekunder efter att stubinen tänts av den mekaniska utlösaren. Den mekaniska utlösaren är vanligen kopplad till en korttidsspärr som i sin tur är låst av en långtidsspärr. 

## Militärhistoria

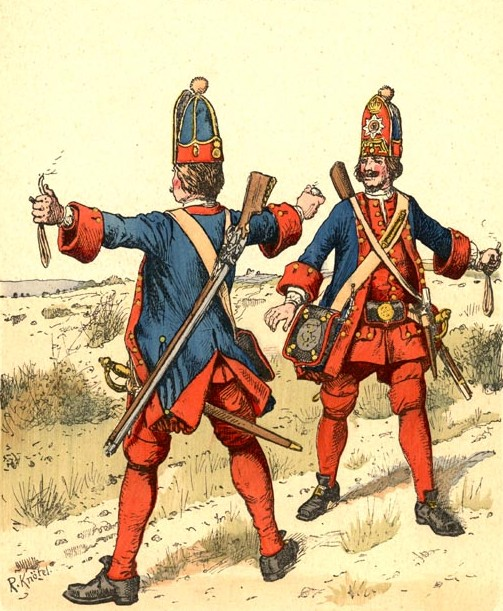
Preussiska grenadjärer 1715

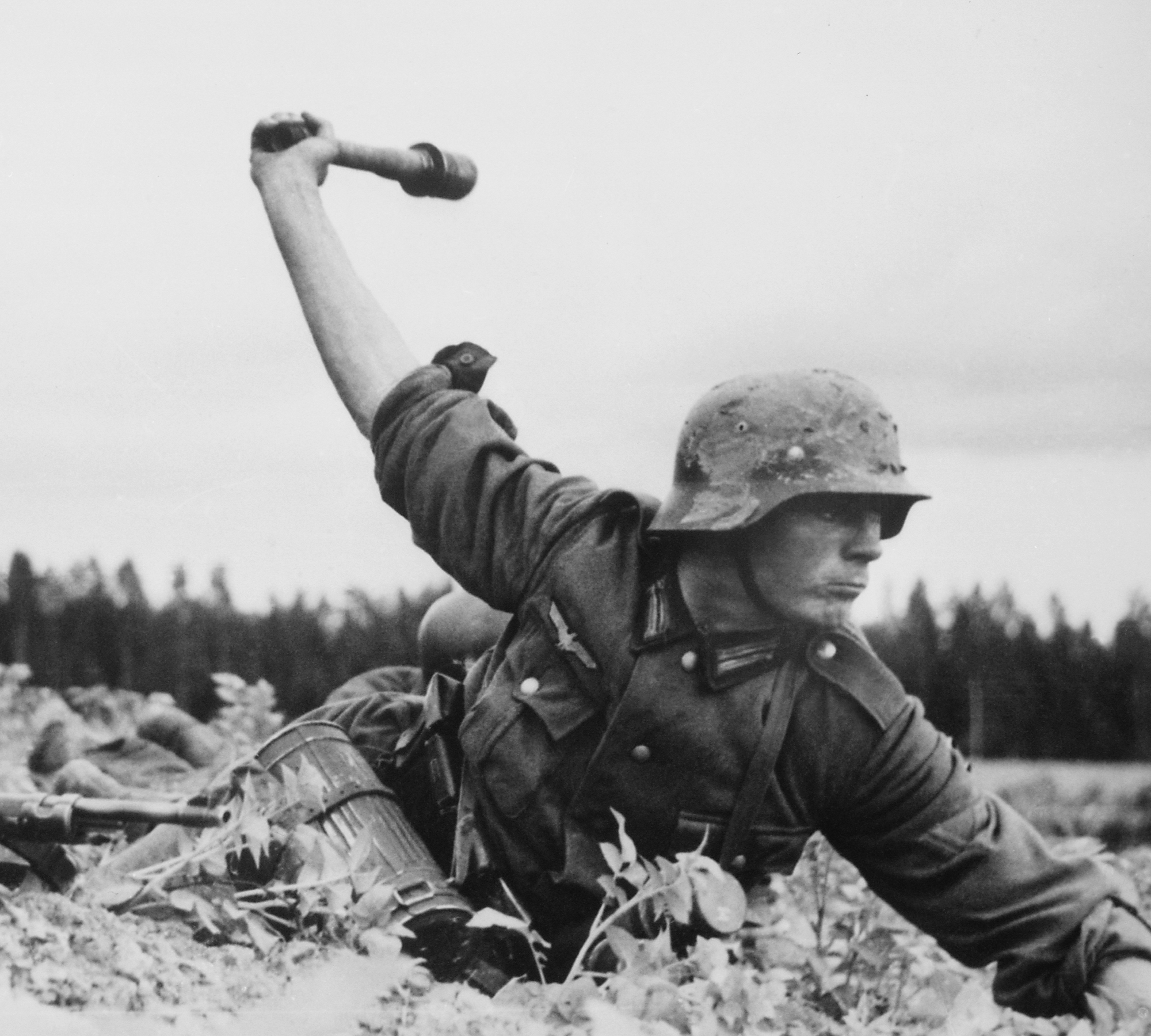
Tysk soldat med handgranat under andra världskriget. Denna modell användes även i Sverige under namnet spränghandgranat m/39.

### Fyrbollar
Som föregångare till handgranaten fanns under antiken så kallade fyrbollar, handkastade eller handslungade projektiler som brann eller glödde i syfte att skapa brand. Under medeltiden förekom även handgranater i keramik som fylldes med grekisk eld.

### Handkulor
De första egentliga handgranaterna, så kallade handkulor (jämför kanonkulor), med krutladdning lär först ha varit i bruk under Francesco Sforzas fälttåg 1427. Den äldsta beskrivningen av tillverkning av handgranater daterar sig från 1524 (Baptista della Valle i Venedig). 
De första handgranaterna var ihåliga järnkulor fyllda med svartkrut och försedda med stubin vilka tändes med lunta före kastet. Dessa vägde cirka 1-3 kilo och användes traditionellt i strid av så kallade grenadjärer, soldater som hade befattningen att kasta handgranater i strid. Även chockgranater bestående av krutfyllda glas- eller keramikkulor med lunta förekom. Sådana användes av Osmanska riket under Slaget vid Wien 1683 och gav längre räckvidd än järnkulor med nackdelen att de saknade splitterverkan.

### Rullgranater
På 1700-talet förekom även tyngre handgranater, så kallade rullgranater, vilka användes i försvarssyfte för att avslå stormning från fienden. De användes från fästningsvallar och rullades över vallen ner i fästningsgraven när fienden befann sig där.

### Moderna handgranater
Från slutet av 1700-talet försvann handgranaterna ur de flesta arméer. Först under de fästningsstrider som tog plats under Krimkriget (1853–1856) och rysk–japanska kriget (1904–1905) kom handgranater åter till användning.
Under första världskriget blev handgranaten det viktigaste närstridsvapnet och kom därefter att användas inte bara för fästnings- och ställningskrig utan även för rörliga strider. Som följd av detta är handgranaten idag en viktig del av den enskilda soldatens beväpning inom de flesta arméer.

## Skafthandgranat

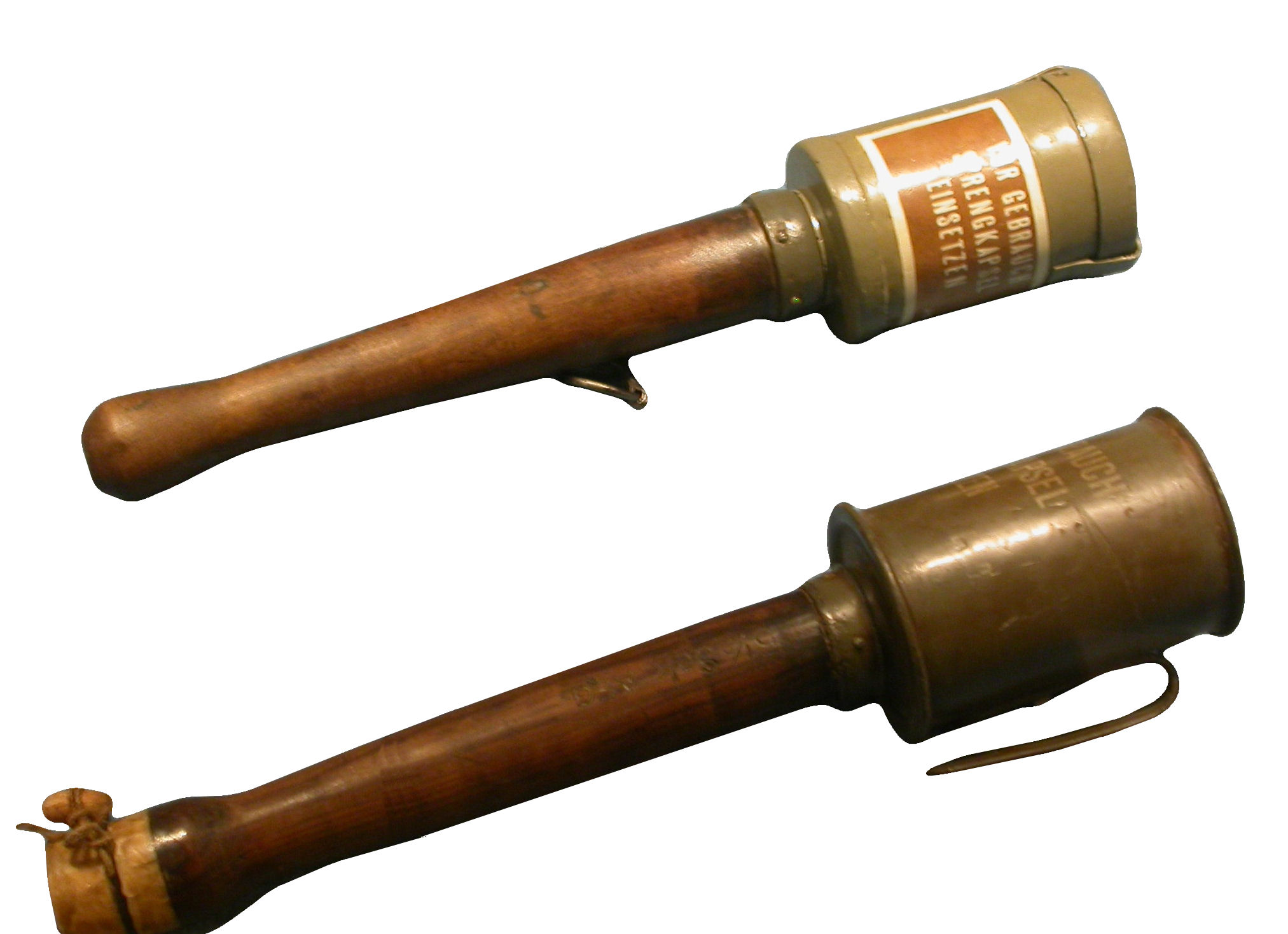
Tyska skafthandgranater.

Skafthandgranat (av tyska: stielhandgranate) är handgranater där granatkroppen sitter monterad på ett skaft som utgör handtag för användaren. Skaftet är klassiskt gjort av trä men metall förekommer även. Skaftet är till för att öka kastlängden på bekostnad av traditionellt minskad precision.
Skafthandgranater har vid skilda tillfällen kallats anfallshandgranater, då de med sitt mindre riskområde ansågs mer lämpade för anfallsstrid än ägghandgranater som kräver att kastaren kan ta skydd. Ett annat namn för typen har varit potatisstöt, då de ser ut som gamla potatisstötar i trä. Beroende på ifall granaten har ett tidrör eller nedslagsrör benämns de ibland tidskafthandgranat eller nedslagsskafthandgranat.
I modern tid är skafthandgranater ovanliga.

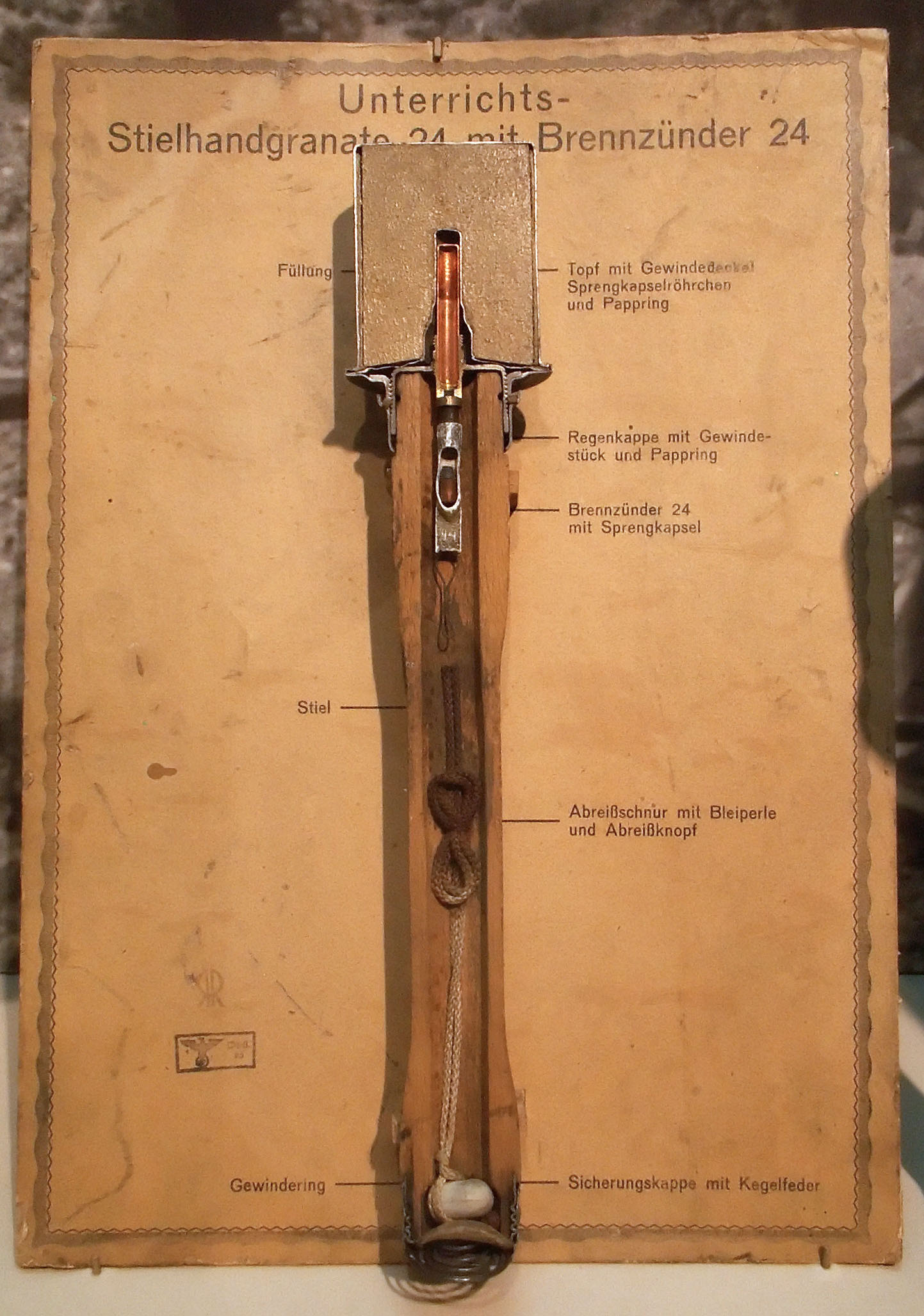
Skafthandgranat i genomskärning.

Det finns många olika historiska exempel på skafthandgranater, flera med unika egenskaper, speciellt vad gäller säkringsspärrar. De mest konventionella exemplen kommer från Tyskland, då andelen skafthandgranater under båda första och andra världskriget var upp till en tredjedel av totalen. Flera närliggande länder följde i Tysklands spår, såsom Sverige, och gjorde egna skafthandgranater baserade på samma säkringsspärrar. Ryska imperiet, senare Sovjetunionen, var även stora brukare av skafthandgranater, men deras konstruktioner skiljer sig stort från kontinentala exempel. De färre unika exempel som har framtagits i Europa utanför Tyskland har generellt varit specialhandgranater som ska användas för ett specifikt uppdrag.

### Säkringsspärrar på tyska skafthandgranater
Konventionella skafthandgranater såsom tyska och svenska exempel osäkras genom att först ta bort långtidsspärren (transportsäkringen). Långtidsspärren utgörs oftast av ett skruvlock (benämnt huv) eller dylikt på skaftets bas. Denna skruvas av och ger användaren tillgång till granatens korttidsspärr (armeringssäkring) som traditionellt består av ett snöre som går igenom skaftet på längden från tändröret och ut genom basen. När huven skruvats av tillåts snöret att hänga ut en bit utanför skaftets bas. För att armera granaten dras snöret ut ur skaftet med ett kraftigt ryck, varvid granatens rivtändare armeras. Hos tidrör startar detta fördröjningen hos tändröret. Användaren har då ett par sekunder på sig att kasta iväg handgranaten innan verkansdelen aktiveras.

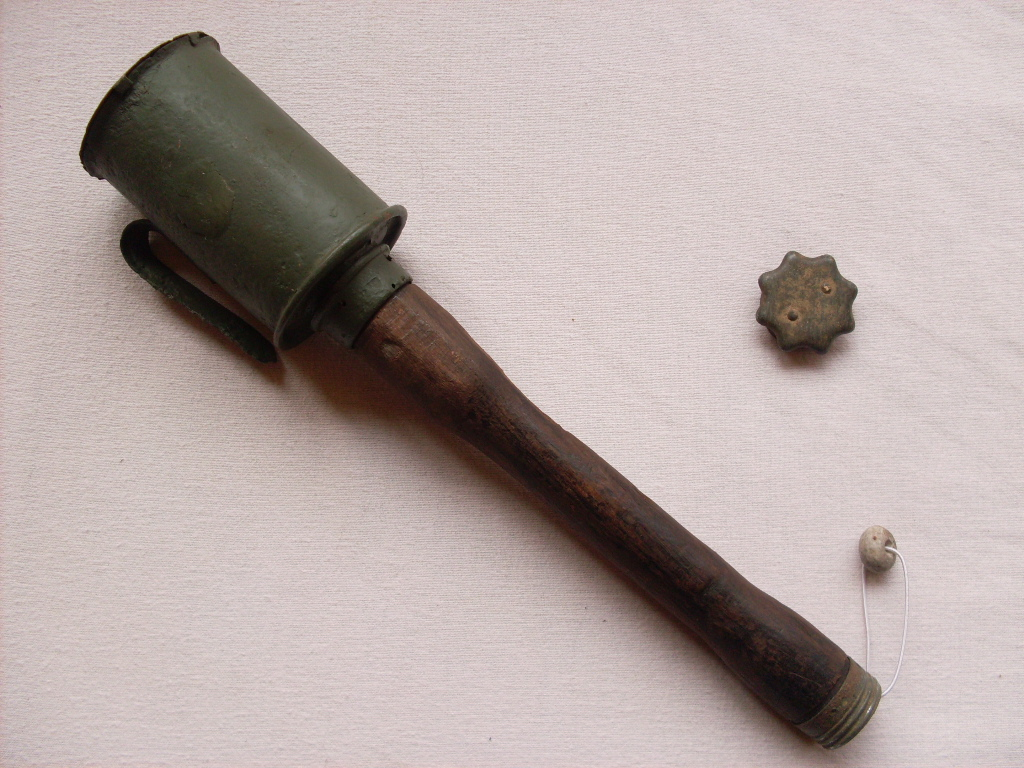
Avtagen säkringshuv på konventionell skafthandgranat.
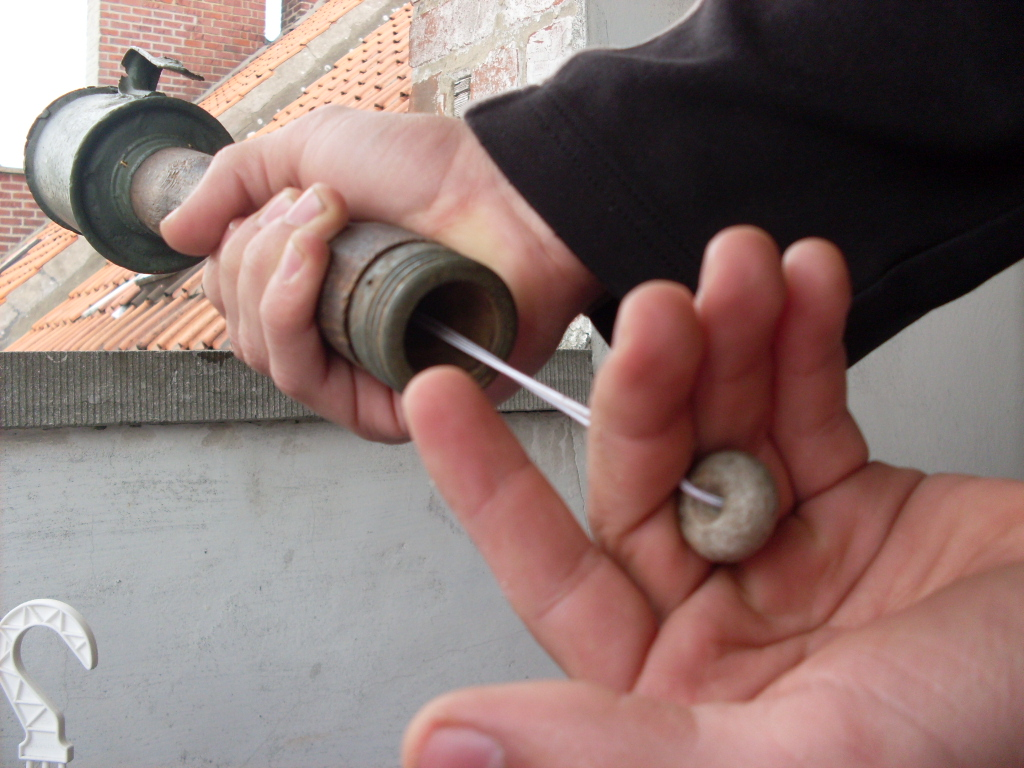
Utdragning av armeringssnöre på konventionell skafthandgranat.
Kastställning för konventionell skafthandgranat.

### Säkringsspärrar på sovjetiska skafthandgranater

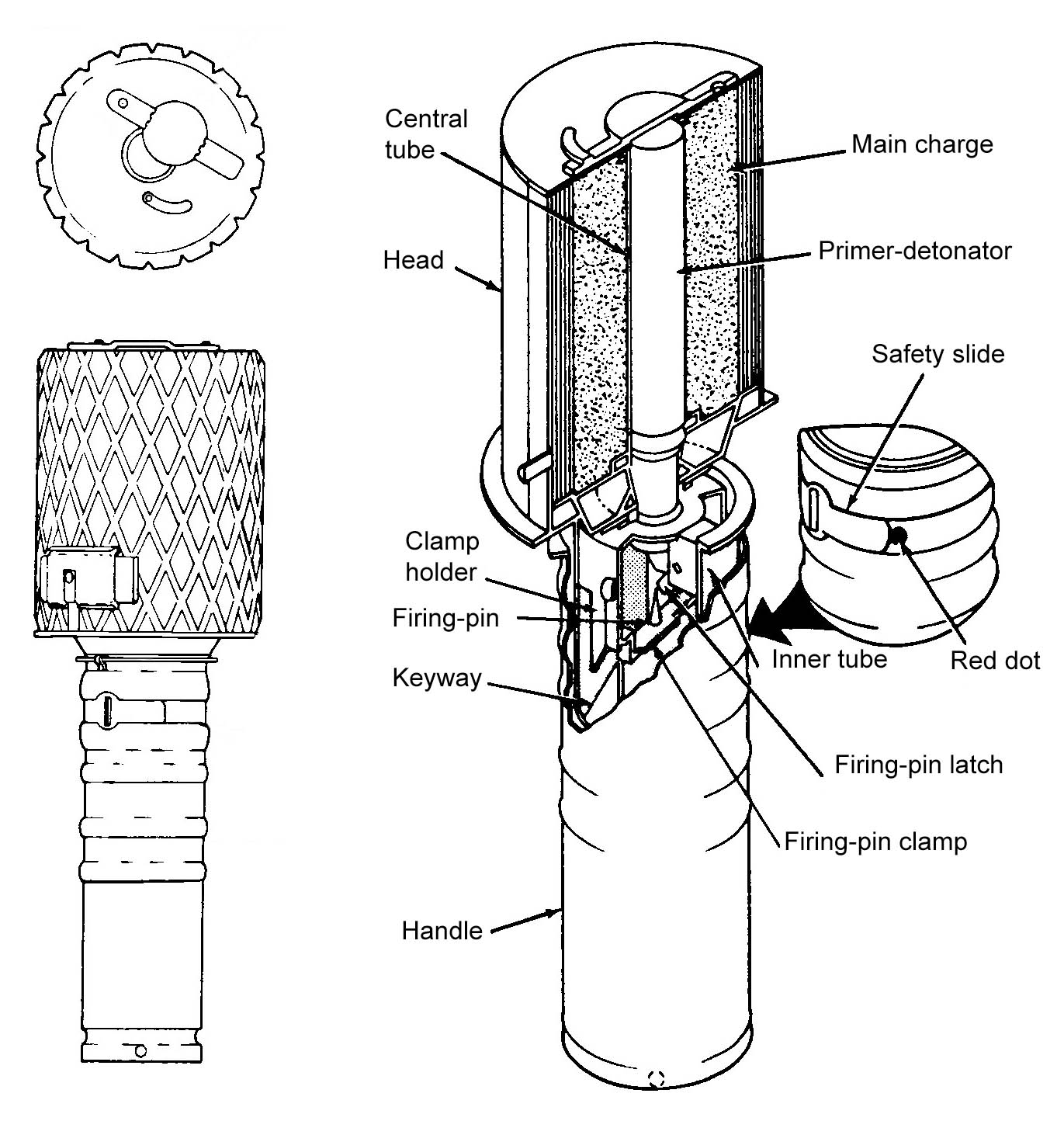
Diagram över sovjetisk RGD-33 skafthandgranat.

Utöver den tysk/svenska stilen av säkringsspärrar för skafthandgranater kom Sovjetunionen att introducera en skafthandgranat med en helt ny typ av osäkring- och armeringsteknik 1933. Typen kallades RGD-33(EN) och förekom i stora nummer från Sovjet och dess kombattanter under 1930-talet och andra världskriget. Typen var försedd med ett avtagbart splitterhölje runt granatens spränghuvud, hade ett fördröjt anslagsrör, och använde ett roterade ytterhandtag på skaftet som korttidsspärr och en skjutbar låshake på det yttre handtaget som långtidsspärr. Det avtagbara splitterhöljet gjorde det möjligt för användaren att välja räckvidd för sprängverkan (cirka 15 meter med hölje, cirka 10 meter utan hölje) och tändrörets tidsfördröjning innan detonation (om cirka 4 sekunder) påbörjades genom hammartändning vid anslag efter kast.
Transportsäkringen på RGD-33 osäkras genom att låshaken på det yttre handtaget skjuts åt vänster med tummen, varav ett hål på det yttre handtaget exponeras. I hålet ska då en vit prick på det inre handtaget synas igenom. Vit prick indikerar att handgranaten är säker. Detta låser upp det yttre handtaget från det inre så detta går att rotera och möjliggör osäkring av korttidsspärren. För att osäkra korttidsspärren behöver det yttre handtaget roteras med en form av mantelrörelse; först greppas spränghuvudet med motsvarande hand, handtaget dras sedan nedåt, vrids medurs åt höger och trycks sedan in, varav en röd prick visas i hålet på det yttre handtaget. Röd prick indikerar att korttidsspärren är osäkrad och hakad, varav handgranaten kan kastas. Tidsfördröjningen på tändröret börjar enbart om granaten slår i något. Om man efter hakning skjuter tillbaka låshaken tillbaka över den röda pricken säkras tändröret men håller handgranaten hakad. Tändröret monteras genom en hasplucka på spränghuvudets tak. Tekniken var bristfällig och typen slutade tillverkas redan 1941.

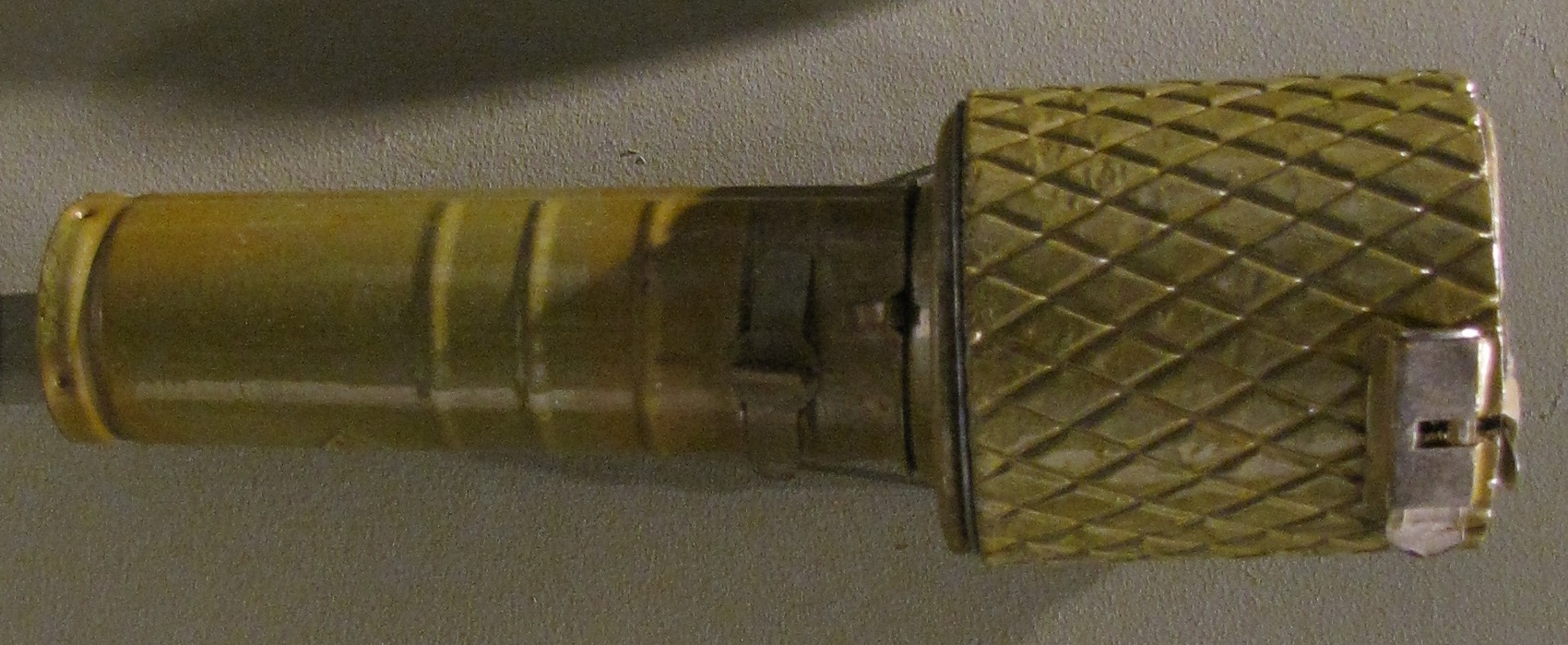
RGD-33 med splitterhölje.
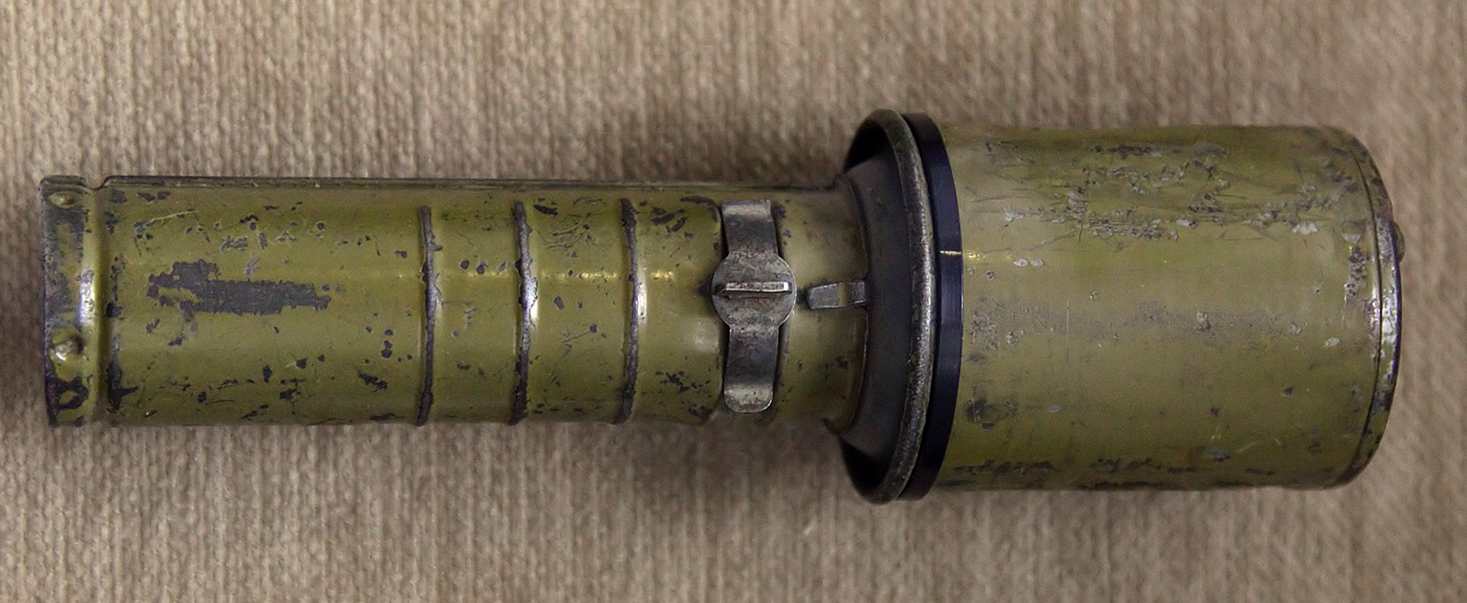
RGD-33 utan splitterhölje.

### Säkringsspärrar på brittiska skafthandgranater

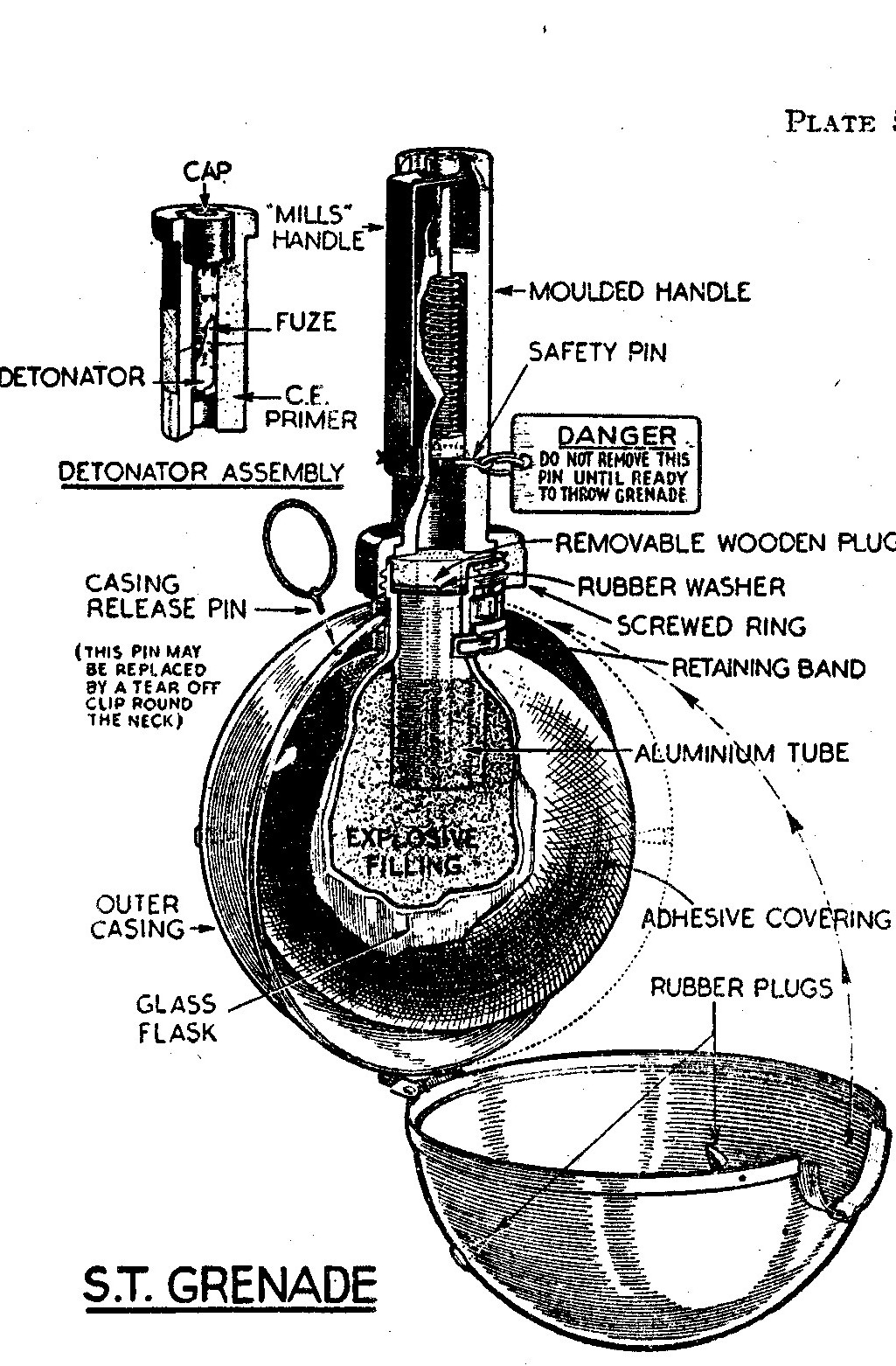
Diagram över brittisk "sticky bomb" skafthandgranat.

Länder i västra Europa har framförallt föredragit ägghandgranater, dock har den brittiska armen producerat ett mindre antal skafthandgranater under både första och andra världskriget, varav dessa till skillnad från tysk/svenska konstruktioner använt säkringssprint placerad på spränghuvudet som både transport- och armeringsäkring. När sprinten dragits ut är tändröret armerat och skafthandgranaten ska kastas.
Det första kända exemplet är Hand Grenade No.19 (Handgranat nummer 19) som introducerades under första världskriget. Den var försedd med nedslagsrör i spetsen och bestod i stort sett av en ägghandgranat som monterats på ett träskaft. För att nedslagsröret skulle färdas med spetsen före i kastbanan var granaten försedd med ett antal vimplar som skulle agera roder med sitt luftmotstånd. Det andra exemplet är Grenade, Hand, Anti-Tank No. 74(EN), även kallad "Sticky bomb". Detta var en mycket kort skafthandgranat med tidrör som var försedd med ett klisterhölje på spränghuvudet. Den användes som pansarvärnsvapen och var menad att fastna på pansarfordon efter armering.

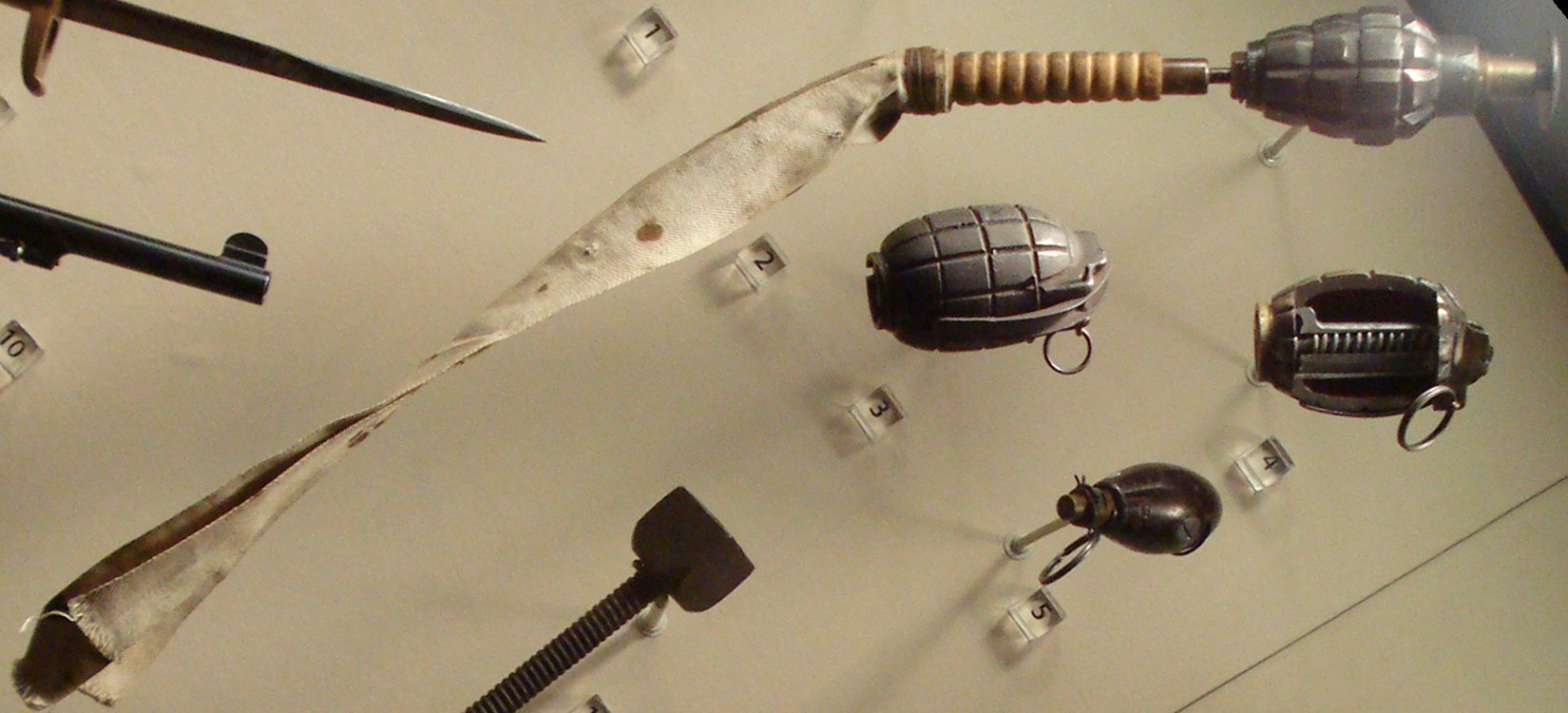
Hand Grenade No.19 skafthandgranat.
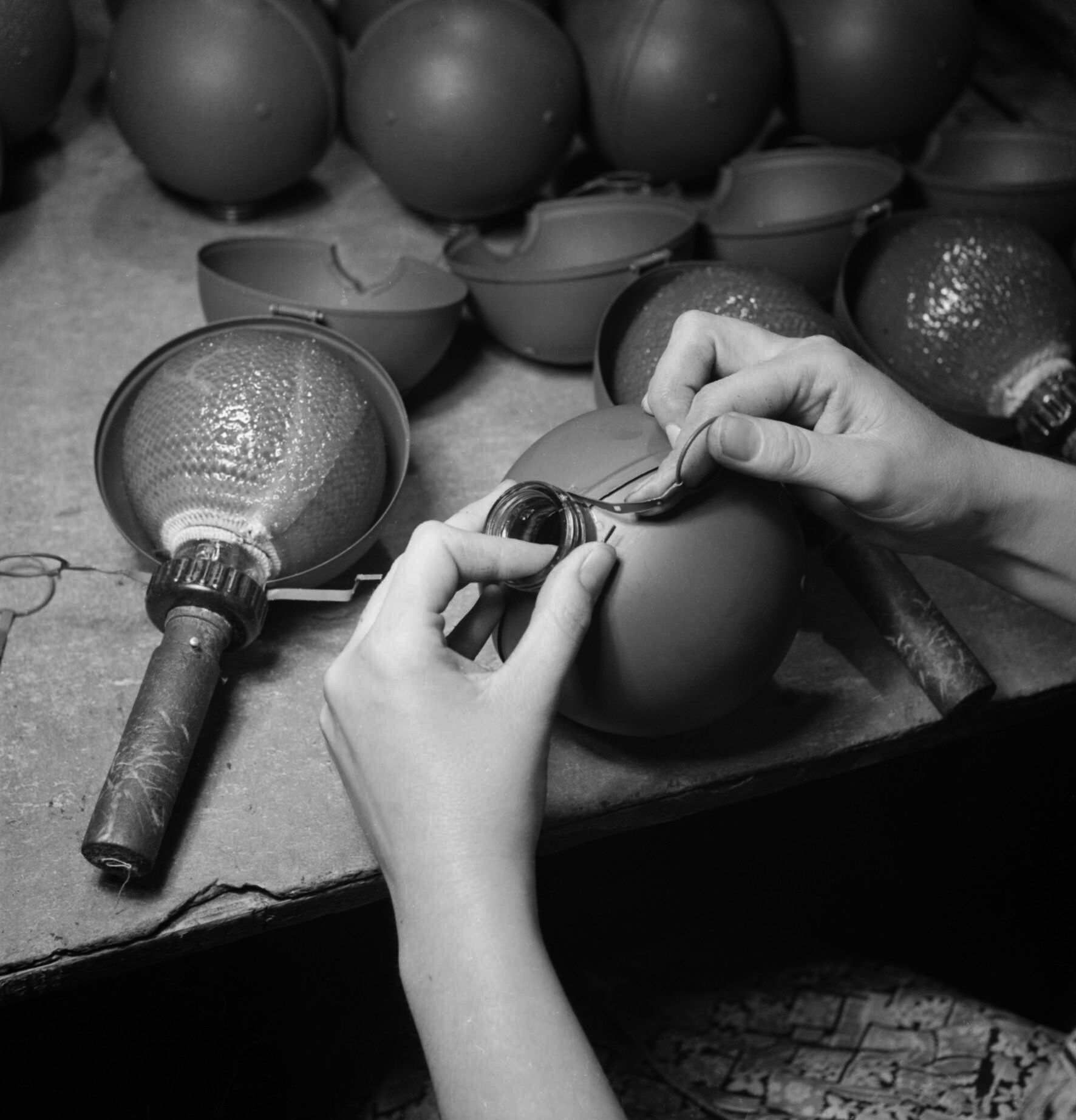
"Sticky bomb" skafthandgranat.

## Ägghandgranat
Ägghandgranat (av tyska: eihandgranate) är handgranater där granatkroppen utgör handtag för användaren. Granatkroppen har huvudsakligen en oval eller sfärisk form som ett ägg men även andra former förekommer, till exempel cylindrisk form som är vanlig hos rökhandgranater. Beroende på ifall granaten har ett tidrör eller nedslagsrör benämns de ibland tidägghandgranat eller nedslagsägghandgranat.
Exempel på former:
- Ägghandgranat (av tyskans eihandgranate) – ovalisk granatkropp
- Kulhandgranat (av tyskans kugelhandgranate) – sfärisk granatkropp
- Diskushandgranat (av tyskans diskushandgranate) – diskusformad granatkropp
- Burkhandgranat (av tyskans dosehandgranate) – cylindrisk granatkropp

Ägghandgranater har kortare kastlängd än en skafthandgranat men bättre precision. I modern tid är ägghandgranater den vanligaste utformningen.

### Osäkring och armering av ägghandgranat
När en konventionell ägghandgranat skall användas tar man ett grepp om granaten och håller fast korttidsspärren, vilken oftast utgörs av en bygel som kallas grepe. Därefter osäkrar man långtidsspärren, vilken vanligen utgörs av en säkringssprint med öglehandtag som dras ut, fortfarande med korttidsspärren (grepen/bygeln) låst med handen. Vissa ägghandgranater har ytterligare en bygel på toppen som måste snärtas upp med tummen för osäkring. Efter att handgranaten osäkrats kastas den i riktning mot målet. När användaren vid kastet släpper granaten frigörs korttidsspärren (grepen/bygeln) med fjäder så den flyger av granaten, vilket aktiverar den mekaniska utlösaren och tidsfördröjningen för detonation påbörjas.

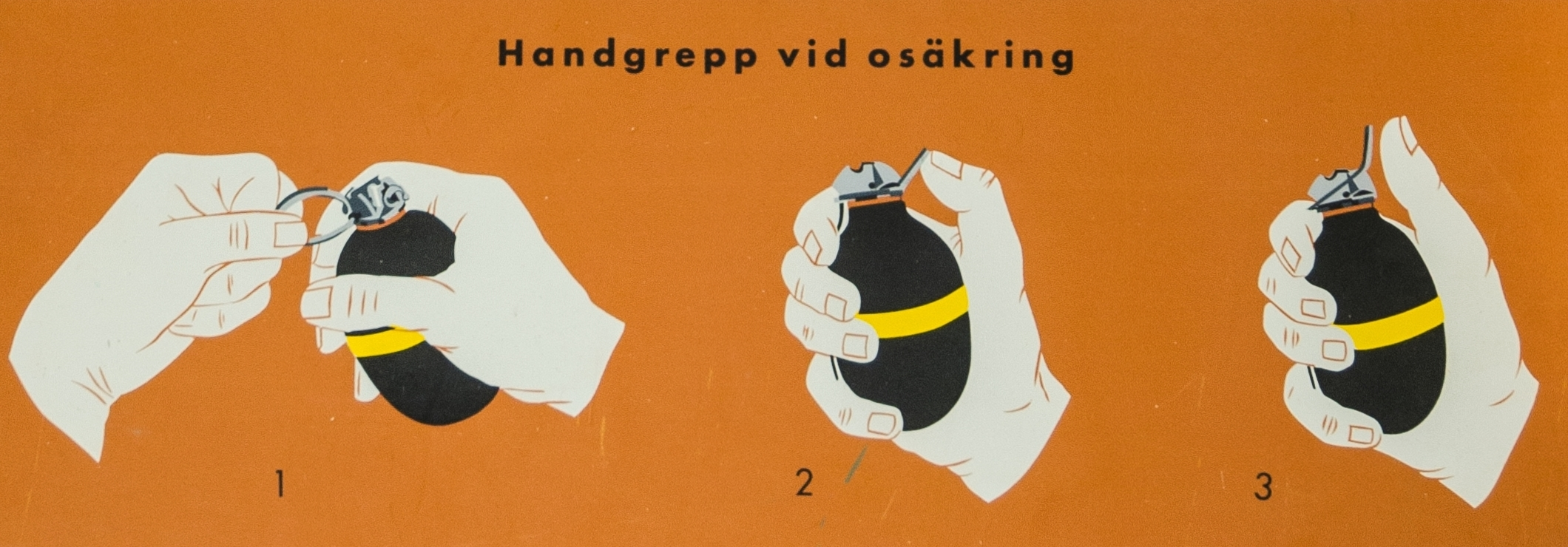
Osäkringsmoment för vanlig ägghandgranat. (Svensk spränghandgranat m/45.)
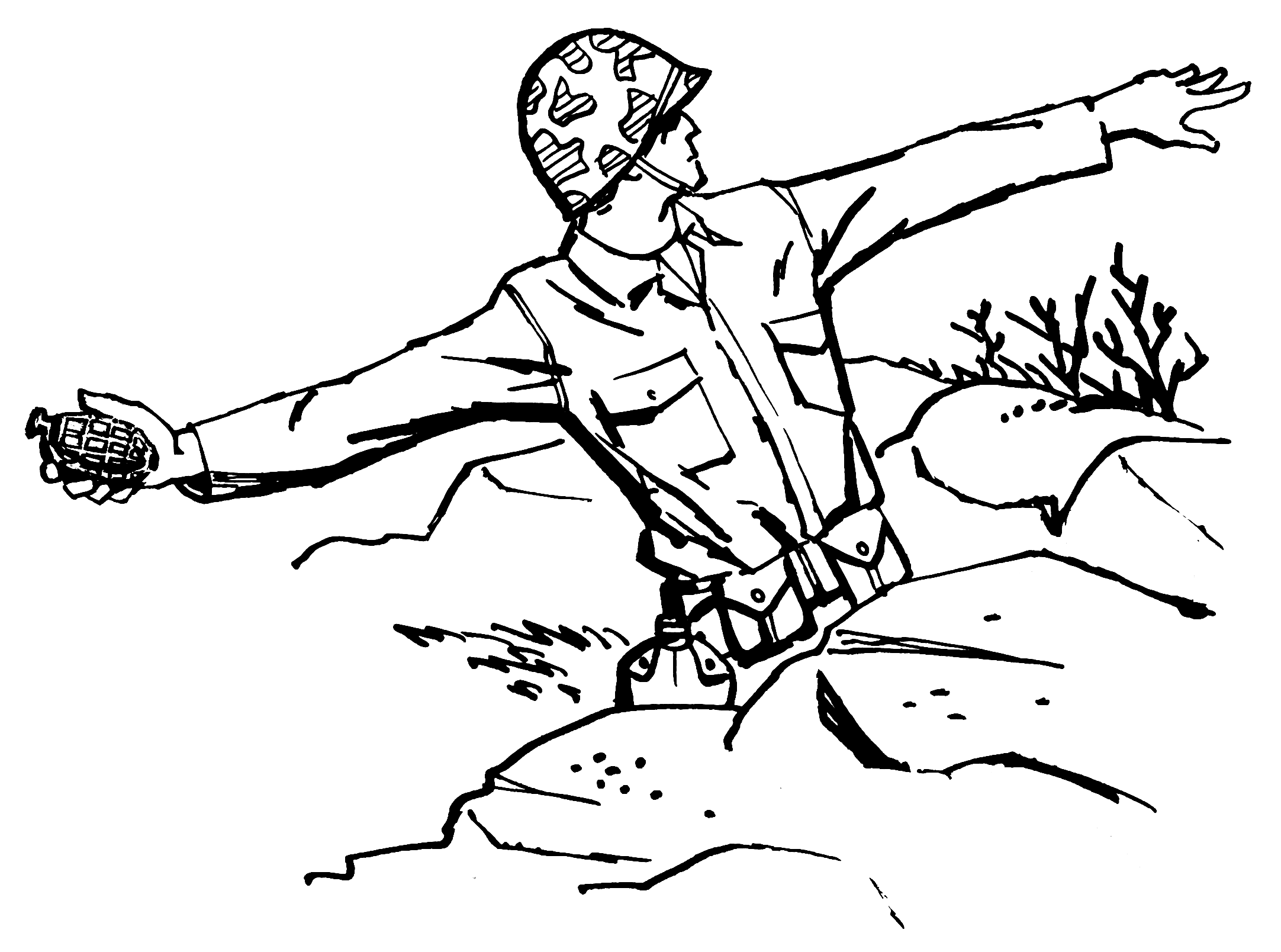
Kastställning för vanlig ägghandgranat.

### Beståndsdelar av ägghandgranat
Handgranater kan bestå av diverse olika beståndsdelar beroende på utformning. I detta exempel beskrivs beståndsdelarna hos en traditionell ägghandgranat. I exemplet används en bild som visar en spränghandgranat av typ Borstein från 1935 i genomskärning.
| №. | Förklaring           | №.  | Förklaring               | Bild                                                         |
| -- | -------------------- | --- | ------------------------ | ------------------------------------------------------------ |
| 1. | Lock                 | 10. | Krutsträng (fördröjning) | Genomskärning av spränghandgranat. Typ: Borstein modell 1935 |
| 2. | Lock av papp         | 11. | Tändhatt 2               | Genomskärning av spränghandgranat. Typ: Borstein modell 1935 |
| 3. | Tändhattens lock     | 12. | Sprängpatron             | Genomskärning av spränghandgranat. Typ: Borstein modell 1935 |
| 4. | Axel för slaghammare | 13. | Tändhatt 1               | Genomskärning av spränghandgranat. Typ: Borstein modell 1935 |
| 5. | Fjäder               | 14. | Stift                    | Genomskärning av spränghandgranat. Typ: Borstein modell 1935 |
| 6. | Slaghammare          | 15. | Säkringssprint           | Genomskärning av spränghandgranat. Typ: Borstein modell 1935 |
| 7. | Packning             | 16. | Grepe                    | Genomskärning av spränghandgranat. Typ: Borstein modell 1935 |
| 8. | Gänga                | 17. | Översikt                 | Genomskärning av spränghandgranat. Typ: Borstein modell 1935 |
| 9. | Pluggkropp           | -   | -                        | Genomskärning av spränghandgranat. Typ: Borstein modell 1935 |

## Handgranattyper efter verkan

### Spränghandgranat
En spränghandgranat är utformad efter sprängverkan (splitterverkan och tryckverkan) och är vanligen försedd med tidrör. Även nedslagsrör har använts historiskt. Verkansdelen på spränghandgranater består traditionellt av en granatkropp som är fylld med sprängämne. De är konstruerade för att explodera och skjuta iväg en mängd splitter när de exploderar. Splittret kommer vanligen från granatkroppen men det finns även varianter som har ett inre lager med metallkulor som slungas ut vid brisad och agerar splitter.
Spränghandgranater är avsedda att användas mot mjuka mål som infanteri. De dödar på mycket kort håll men används framför allt för att försätta fiender ur stridbart skick under tillräckligt lång tid för att kunna sätta in andra vapen.
Flera historiska spränghandgranater har varit försedda med ett skårmönster på granatkroppens yttre yta i syfte att skapa en mer kontrollerad brisad. Dessa kom att få smeknamnet ananas-handgranater på grund av deras utseende. Tanken med skårmönstret var att granatkroppen skulle brisera vid skårorna, varav större andel av granatsplittret skulle bestå av stora splitter. Dock visade sig detta inte vara sant då den gjutna metallen som användes i dessa granater var så skör att två tredjedelar av granatkroppen blev ofarligt metallpulver vid brisad, varav resterande splitter inte hade någon relation till skårorna i form. Trots detta gav den skårade ytan bättre grepp för användaren, varav skårade granater kom att användas även efter att man upptäckt att skårorna inte ökade sprängverkan.
I modernare tid har dock handgranater börjat tillverkats med skårmönster på insidan av granatkroppen, dock med mycket mindre mönster än de tidigare ananasgranaterna. Den moderna tekniken skapar faktiskt avsedd verkan gentemot de tidigare ananasgranaterna. 
Som alternativ till inre skårmönster finns det även granater som apterats för kulsprängverkan, vilket betyder att granaten har utformats med ett lager av metallkulor mellan sprängladdningen och granatkroppen. I vissa fall utelämnas granatkroppen och ersätts av ett tunt skal i plast, varav kulsprängladdningen kommer utgöra all verkan. Lagret av kulorna kallas då vanligen splitterkropp. Som alternativ till metallkulor kan splitterkroppen bestå av en så kallad stålspiral, vilket består av en inre metallspiral i formen av en granatkropp som är räfflad för att enkelt kunna brytas upp i splitter.

### Chockhandgranat
Chockhandgranater (militärförkortning: chgr) är till utseendet lik en spränghandgranat, men ger ingen splitterverkan, ungefär som mingranater. Chockhandgranater kastas in i slutna utrymmen där väggarna tros utgöra för klent skydd för egen trupp. Chockhandgranat m/96 ger mycket god tryckverkan i slutna utrymmen och mycket begränsad eller ingen verkan i öppen terräng. Chockhandgranat m/96 innehåller pentyl och har 3,5 sekunders fördröjning.
Benämningen chockhandgranat förväxlas ibland med distraktionshandgranat (flashbang), men medan chockhandgranaten är ett potentiellt dödligt vapen som kan skada eller döda genom tryckverkan har distraktionshandgranater enbart en desorienterande verkan medelst ljus och ljud.

### Rökhandgranat
Ger kraftig rökutveckling, antingen momentant eller kontinuerligt. En typisk konstruktion är en behållare med vit fosfor, som fås att explodera varvid fosforet sprids i luften och reagerar med tjock rök som resultat. Rökhandgranat m/56 och Rökhandgranat m/51 är av denna typ. Rökhandgranat m/49 och Rökhandgranat 4 är av en annan typ som ger kontinuerlig rök under ett par minuter.

### Distraktionsgranat

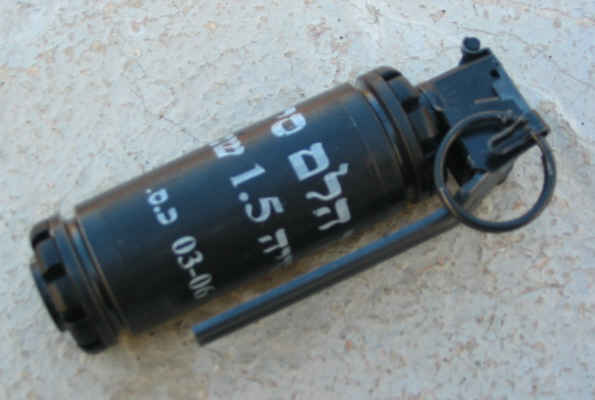
Exempel på distraktionsgranat.

Distraktionsgranat, även kallad flashbang i folkmun, är en typ av icke-dödlig handgranat som antingen ger verkan genom tryck, ljud, ljus eller genom en kombination av dessa. Syftet med granaterna är att distrahera personer som utsätts för dem, används ofta vid inbrytning i rum där personskador av en eller annan orsak är oönskade.

### Övningshandgranat
Övningshandgranat är avsedd för att träna in hanteringar av en skarp handgranat samt träna kast av handgranat. Kännetecken för en övningshandgranat är att den är helt eller delvis blå inom modern Europeisk målning och märkning av ammunition.

### Blind kastövningshandgranat
Saknar helt effekt, och används vid kastträning och liknande. Består av en gjuten klump med samma form och tyngd som en skarp granat. Kännetecken för en blind kastövningshandgranat är att den är färgad helt grön med en vit rand i mitten av handgranatskroppen. Det finns en modell av blind kastövningshandgranat: "Blind kastövningshandgranat 45".

## Handgranater i Sveriges försvarsmakt

### Stormaktstiden
I Sverige började handgranater, så kallade ”handkulor”, användas på 1500-talet och handhades senare av särskilda trupper, grenadjärer.
Under Karl XII:s tid försågs även en del dragoner med handgranater (Livländskt dragonregemente). Granaterna som de svenska grenadjärerna, flottan med flera nyttjade under det stora nordiska kriget 1700–1721 var ofta 3-punds handgranater, men det förekom även 6-punds handgranater.
Till en 3-punds handgranats förfärdigande behövdes 1716 följande:

- 1 st. 3-punds handgranat
- 1 st. 3-punds brandrörshylsa (av björk)
- Muskötkrut att fylla granaten med (5 1/3 lod)
- Blaggarnskappor (hälsingeväv)
- Hampa
- Segelgarn till tappens omlindande
- Skruvtappar till förtappning
- Konceptpapper
- Mjölkrut
- Beck till granatens glaserande
- Tjära.

### Moderna svenska handgranater
Sedan första världskriget har följande handgranater använts i svenska försvarsmakten (vissa ytterligare modeller har förekommit):
| Årsmodell | Granat                                    | Form            | Tändrör      | Övningsvariant            | Noter               |
| --------- | ----------------------------------------- | --------------- | ------------ | ------------------------- | ------------------- |
| 1918      | Spränghandgranat m/18                     | skafthandgranat | nedslagsrör  | Övningshandgranat m/18    | Källa:              |
| 1918      | Rökhandgranat m/18                        |                 | nedslagsrör  |                           |                     |
| 1930      | Rökhandgranat m/30                        | burkhandgranat  | plåntändning | Övningsgashandgranat m/30 |                     |
| 1937      | Brandhandgranat m/37                      |                 |              |                           |                     |
| 1937      | Rökhandgranat m/37                        |                 |              | Övningsgashandgranat m/37 |                     |
| 1940      | Spränghandgranat m/39                     | skafthandgranat | tidrör       | Övningshandgranat m/39    | Källa:              |
| 1940      | Spränghandgranat m/40                     | ägghandgranat   | tidrör       | Övningshandgranat m/40    | Källa:              |
| 1943      | Spränghandgranat m/43                     | skafthandgranat | tidrör       |                           | Källa:              |
| 1945      | Spränghandgranat m/45                     | ägghandgranat   | tidrör       | Övningshandgranat m/45    | Källa:              |
| 1949      | Rökhandgrant m/49                         | burkhandgranat  | röktändare   |                           |                     |
| 1951      | Rökhandgrant m/51                         | burkhandgranat  |              |                           |                     |
| 1956      | Rökhandgrant m/56                         | burkhandgranat  |              |                           |                     |
| 1956      | Spränghandgranat m/56 (handgranat 56)     | ägghandgranat   | tidrör       | Övninghandgranat 7        | Källa:              |
| 1990      | Spränghandgranat m/90 (handgranat 90)     | ägghandgranat   | tidrör       | Övninghandgranat 90       |                     |
| 1996      | Chockhandgranat m/96 (handgranat 96)      | ägghandgranat   | tidrör       | Övninghandgranat 96       |                     |
| 2000      | Spränghandgranat m/2000 (handgranat 2000) | ägghandgranat   | tidrör       | Övninghandgranat 2000     |                     |
| 2007      | Spränghandgranat m/07 (handgranat 07)     | ägghandgranat   | tidrör       |                           | hoppande handgranat |

I Sverige används övningshandgranater inför det första kastet med skarp handgranat, samt ibland vid så kallade dubbelsidiga stridsövningar där lös ammunition används. Övningsgranatens handhavande är identiskt med den skarpa. Den apteras (monteras ihop) på samma sätt, den osäkras och kastas på samma sätt som en skarp. Handgranatskroppen är blåmålad och har, beroende på modell, hål runt toppen eller ett större hål i botten av kroppen. När den detonerar ger den ifrån sig en knall. Kroppen kan återanvändas.

## Kriminell användning

### Nederländerna
Enligt forskare vid Universitetet i Leiden har användandet av handgranater bland kriminella ökat i Nederländerna ökat kraftigt. Av de 117 handgranatsdåd som inträffat under de 2008-2019, inträffade hälften under 18 månader med början 2018.

### Sverige
I Sverige eskalerade enligt NOA kriminella sin våldsanvängning då man gick över till att använda handgranater i 8 attentat år 2014 och 45 attentat under 2015. Denna utveckling beskrevs av NOA som unik i Europa.